# Stein Johan Grieg Halvorsen
Stein Johan Grieg Halvorsen (* 9. Dezember 1975 in Oslo) ist ein norwegischer Filmkomponist und Filmschauspieler.

## Leben
Sein Vater war der Theaterschauspieler Halvor Bernt Stein Grieg Halvorsen; seine Großmutter Annie Grieg, die Nichte des Komponisten Edvard Grieg. Er studierte am Liverpool Institute for Performing Arts von 1996 bis 1998. Seit dieser Zeit ist er als Filmkomponist für norwegische Produktionen tätig. Ebenso hatte er kleine Auftritte als Schauspieler.
Mit der selbstproduzierten Reihe Slå på ring wurde er ab 2001 zusammen mit seinem Jugendfreund Erlend Klarholm Nilsen als Komiker bekannt, vor allem durch die zahlreichen Pop/Rock-Musikvideo-Parodien. 2010 erschien die Comedy-Miniserie Påpp & Råkk mit den beiden Protagonisten als Plattenhändler.
Für die Filmmusik zum Dokumentarfilm Idas dagbok (2014) wurde er mit dem Fernsehpreis Gullruten ausgezeichnet.

## Filmografie

### Filmkomponist
- 1999: Take the Challenge: Live the Dream (Dokumentation)
- 2000: Hovmod (Kurzfilm)
- 2000: De 7 dødssyndene
- 2001: Et positivt liv
- 2001–2005: Slå på ring (Fernsehserie)
- 2003: Lille frk Norge
- 2004: Rød sol (Kurzfilm-Dokumentation)
- 2005: Prima Vare (Kurzfilm)
- 2007: Kanal 1 (Fernsehserie)
- 2008: Kurt blir grusom
- 2009: Met livet som flyttelass (Kurzfilm-Dokumentation)
- 2010: Neglect (Kurzfilm)
- 2010: Påpp & Råkk (Fernsehserie)
- 2011: King Curling – Blanke Nerven, dünnes Eis (Kong Curling)
- 2012: NAV (Fernsehserie)
- 2012: Tina & Bettina - The Movie
- 2013: Mormor og de åtte ungene
- 2014: Club 7
- 2013–2014: Livespiel (Fernsehserie)
- 2014: Natt til 17.
- 2014: Idas dagbok (Dokumentation)
- 2015–2018: Jung & vielversprechend (Unge lovende, 17 Folgen)
- 2016: Hotel Cæsar (Fernsehserie, eine Folge)
- 2017: Der Grenzgänger (Grenseland, Fernsehserie)
- 2018: Munch i helvete (Dokumentation)
- 2018–2019: Lik meg
- 2022: Helt super (Kurzfilm)

### Schauspieler
- 1999: Midt i smørøyet
- 1999: Take the Challenge: Live the Dream
- 2001–2005: Slå på ring (Fernsehserie)
- 2000: Kanal 1 (TV-Serie)
- 2010: Tomme tønner
- 2010: Påpp & Råkk (Fernsehserie)
- 2011: Hjelp, vi er i filmbransjen
- 2012: Skal vi danse
- 2012: 4-Stjerners Middag (Fernsehserie)
- 2013: Underholdningsavdelingen
- 2014: Klovn til kaffen
- 2015: Doktor Proktors Zeitbadewanne (Doktor Proktors tidsbadeka)

### Regisseur/Drehbuch/Produzent
- 2001–2005: Slå på ring (Fernsehserie)
- 2004: Rød sol (Kurzfilm-Dokumentation)
- 2010: Påpp & Råkk (Fernsehserie)